# Prosopocoilus astacoides
Prosopocoilus astacoides là một loài bọ cánh cứng trong họ Lucanidae.

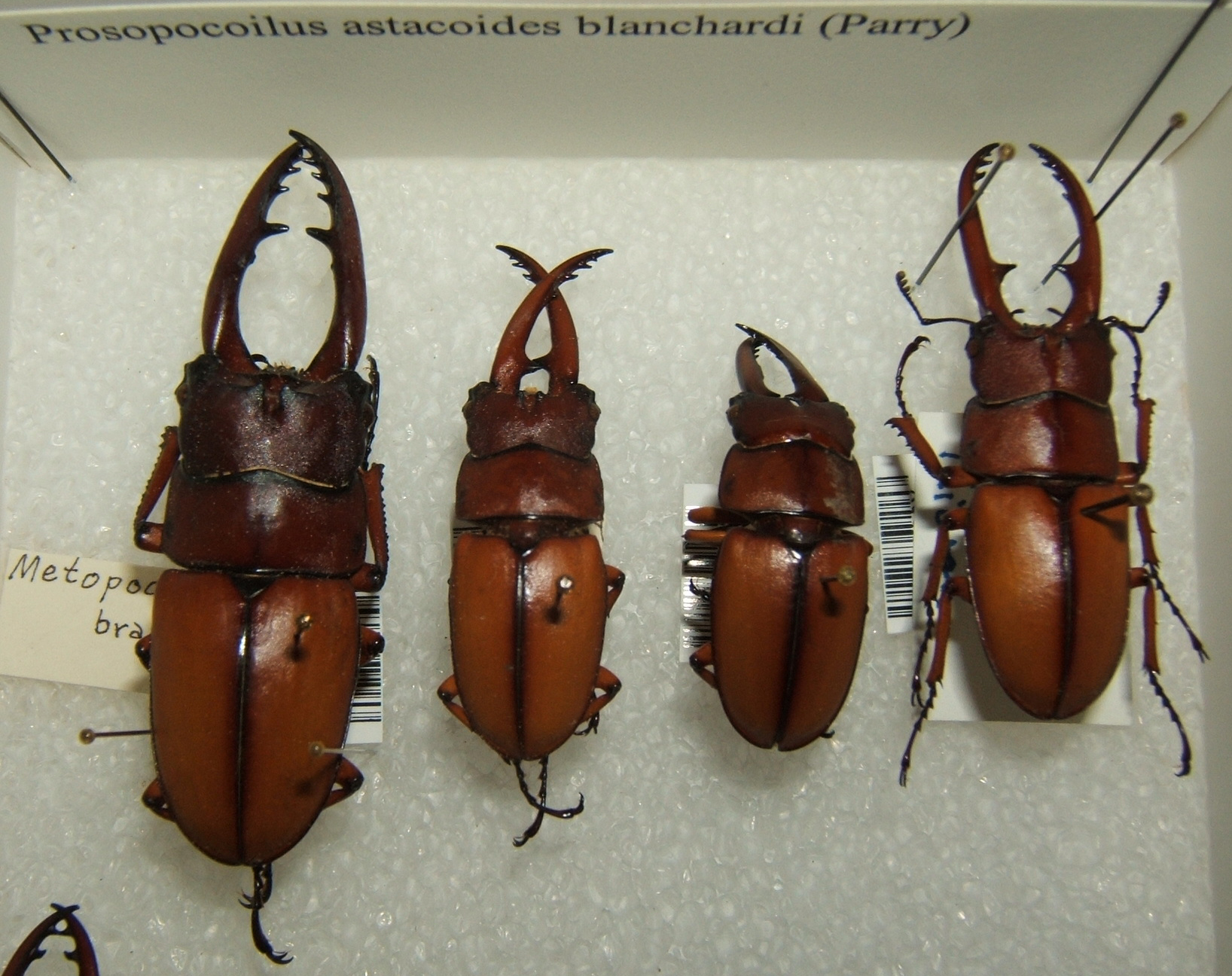
Prosopocoilus astacoides blanchardi
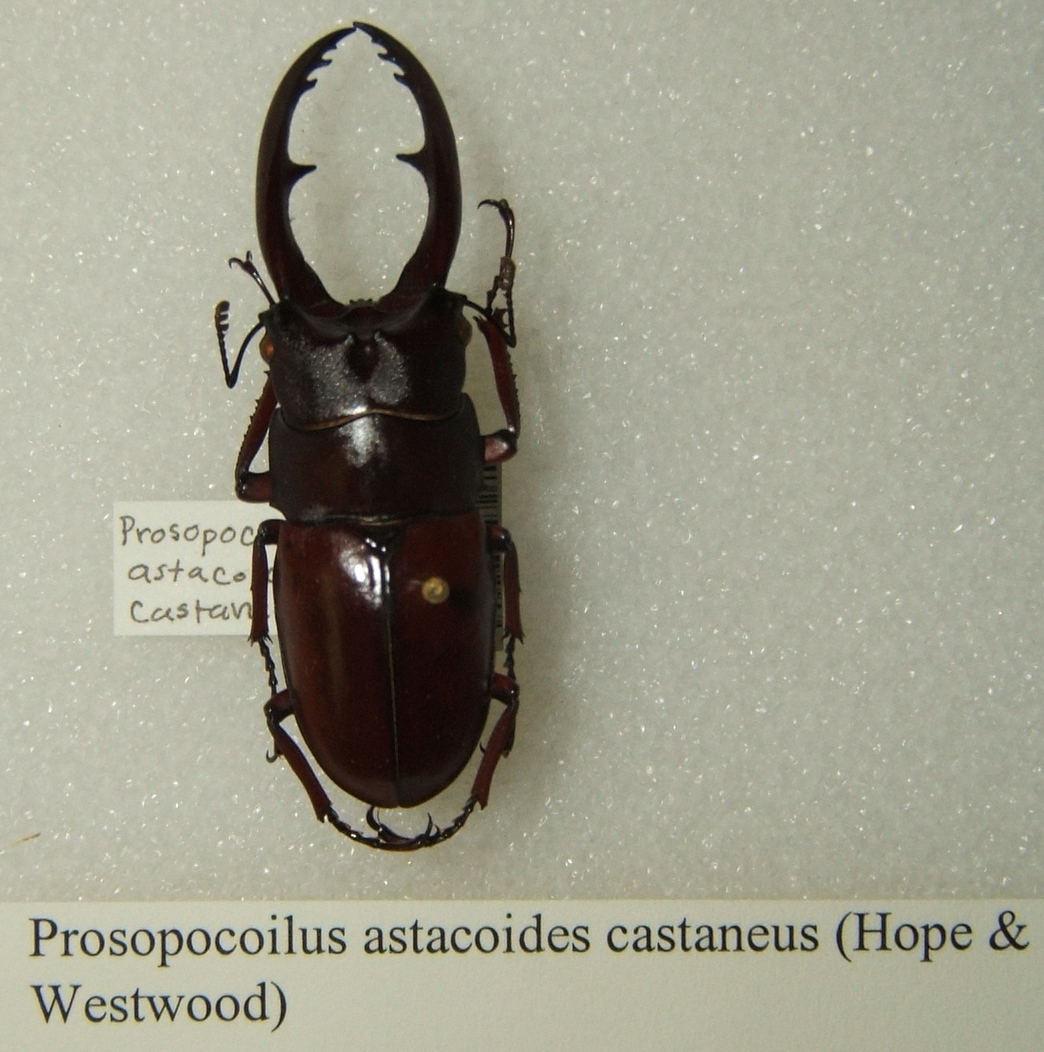
Prosopocoilus astacoides castaneus
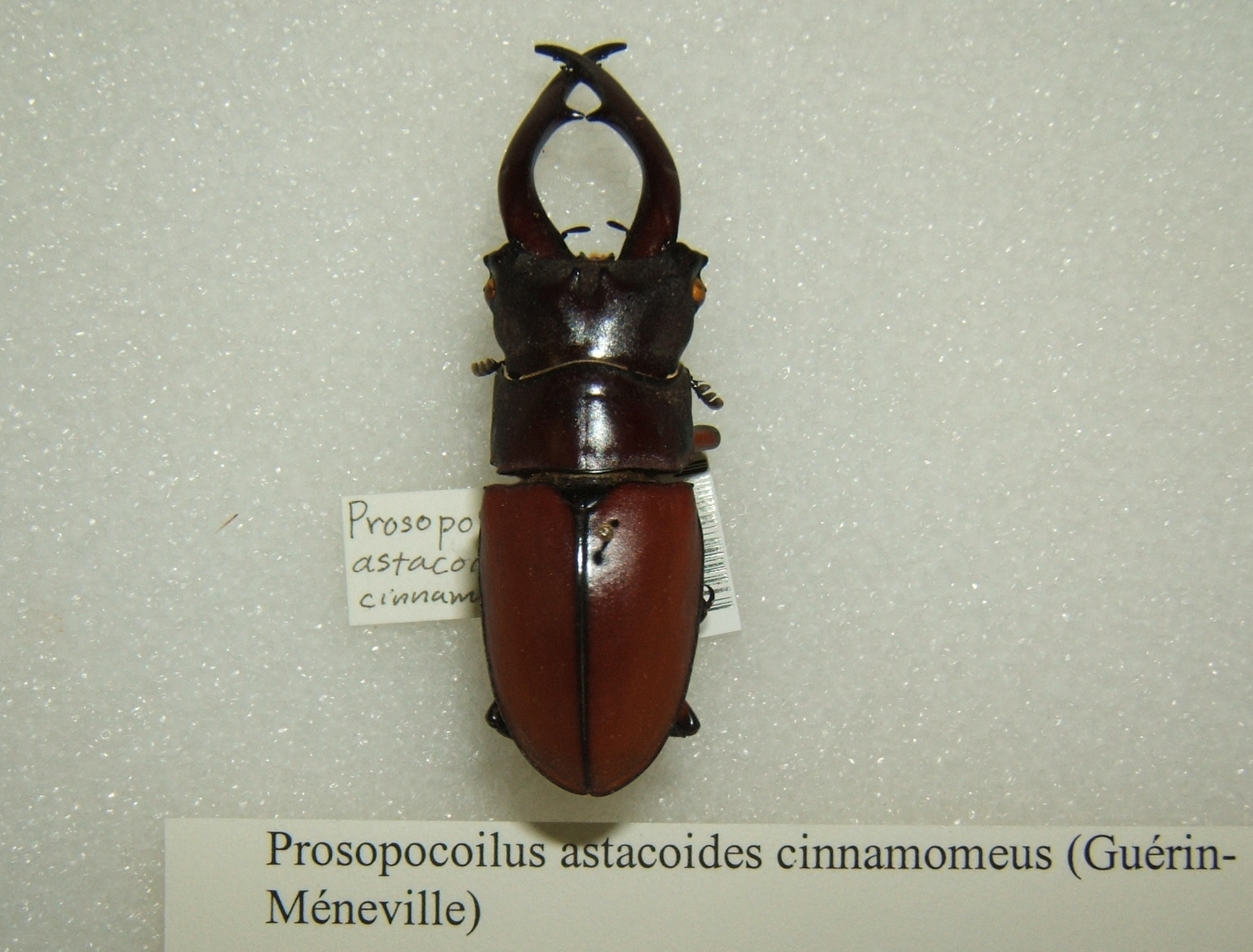
Prosopocoilus astacoides cinnamomeus